# Grog (comics)
Pour les articles homonymes, voir Grog.
Grog le Tueur de Dieu est un super-vilain créé par Marvel Comics. Il est apparu pour la première fois dans Thor #390, en 1988.
Grog fait partie de la race fictive des dieux Héliopolitiens, basés sur le panthéon égyptien.

## Origines
Fidèle serviteur du dieu Seth, Grog mena ses armées pour attaquer le dieu Thor sur l'Hydro-base des Vengeurs. Avec l'aide du Chevalier Noir et de Captain America, Thor repoussa les troupes du dieu de la mort, et Grog fut arrêté et envoyé à la Voûte.
Après une deuxième tentative pour voler la force du dieu en créant un trio de surhommes divins (Earth Force), Thor rendit visite à Grog. Ce dernier en profita pour s'enfuir dans la dimension d'Héliopolis. Les héros le poursuivirent mais furent capturés par l'armée de Seth, car Thor perdit au même moment ses pouvoirs, invoqués par Balder pour protéger Asgard d'un second assaut des forces de Seth.
Lorsque Balder fut apparemment tué, Thor récupéra sa puissance divine, et le dieu nordique détruisit la Pyramide Noire qui servait de base à Seth. Grog affronta de nouveau les héros mais fut cette fois-ci battu. On le revit se ranger du côté de Surtur le démon du feu. Dans la bataille, il fut écrasé par des débris de la Pyramide, lancés par le démon.
On revit Grog dans Thor Annual en 2009, après que Thor avait été banni d'Asgard (recréée sur Terre), à la suite d'un stratagème de Loki.
Envoyé par Seth à la recherche de Thor, caché dans l'Oklahoma, il désobéit et attaqua, pour finalement être battu et renvoyé dans sa dimension. Seth le punit en lui tranchant la main droite.

## Pouvoirs
- Grog fait partie des Héliopolites, une race extra-dimensionnelle à la longévité exceptionnelle (il a vécu plusieurs milliers d'années).
- Puissant guerrier, il possède une grande endurance et sa force est surhumaine. Il peut soulever environ 30 tonnes.
- Sa peau épaisse et sa densité musculaire le protège des balles et des chocs physiques. Il a ainsi résisté à des coups portés par Thor avec Mjolnir.
- Grog est armé d'un sceptre doré, capable d'émettre des rayons d'énergie à distance. L'énergie peut devenir une flamme mystique ou un rayon de force.